# Reuben Gabriel
Reuben Shalu Gabriel (Kaduna, 25 de setembro de 1990) é um futebolista profissional nigeriano, atua como meio-campo, atualmente defende o Boavista FC.

## Carreira
Gabriel representou o elenco da Seleção Nigeriana de Futebol no Campeonato Africano das Nações de 2013.

## Títulos
Nigéria
- Campeonato Africano das Nações: 2013